# リビアの国旗

縦横比2:3の別タイプ

リビアの国旗は、上から赤・黒・緑を横三色に配し、中央に白い三日月と星があしらわれた旗。赤は剣と力を、黒はイスラムの闘争を、緑はイスラム教の聖なる色で高潔を、それぞれ象徴する。中央の黒地に白い三日月と星の部分は、1840年に創設されたイスラム教神秘主義のサヌーシー教団を率いたサヌーシー家の旗が基になっている。
かつて1951年から1969年まで王政期時代に国旗として使用されていたものを、2011年に復活させたものである。

## 国旗制定の経緯

リビア国民評議会の旗(別の仕様)
リビア国民評議会の旗
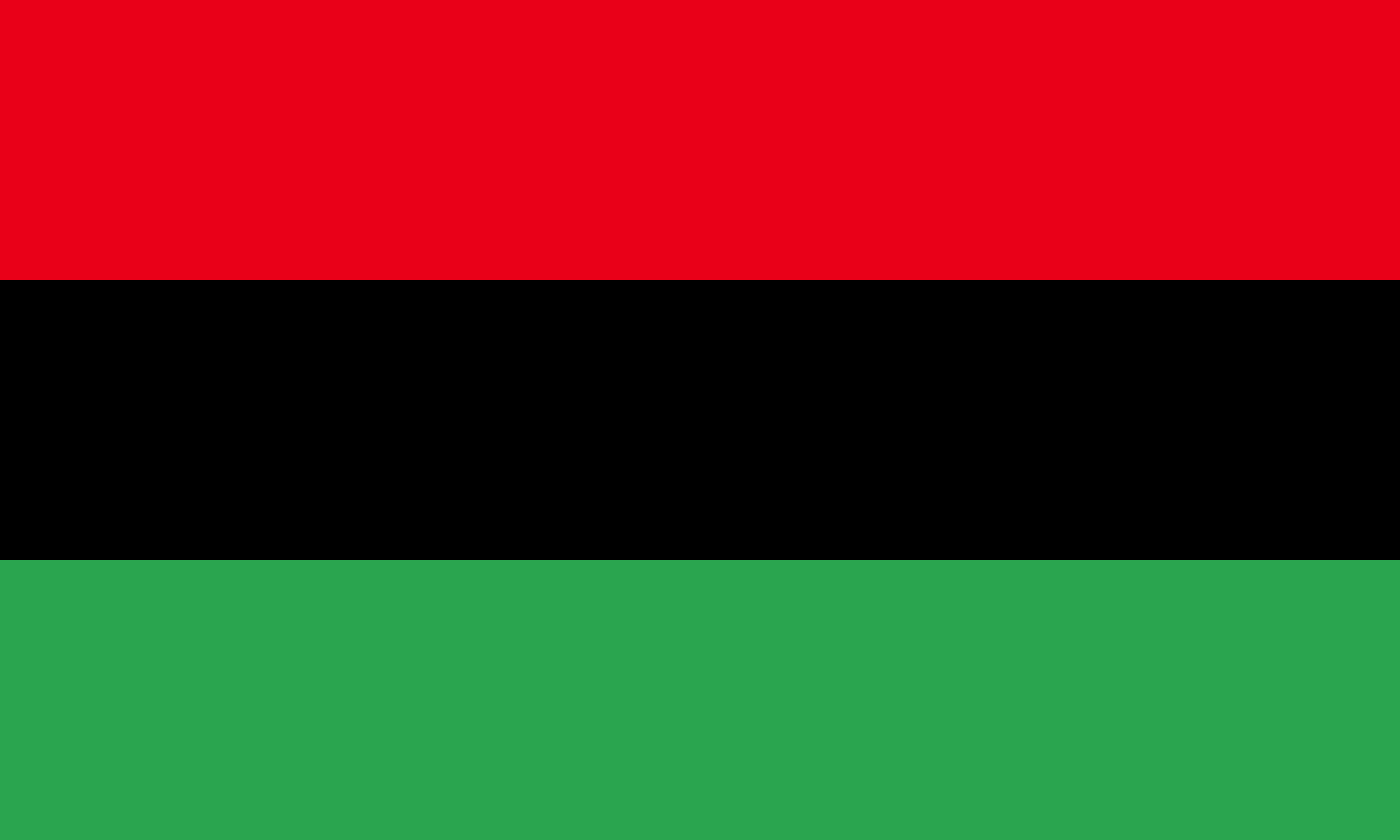
リビア国民評議会の旗(別の仕様)
軍艦旗

2011年2月27日、リビアにおける内戦のさなか、反政府勢力によるリビア国民評議会がリビア唯一の代表政府であることを宣言し、ベンガジを中心とした暫定政権が発足。「リビア共和国」の国旗として、王政時代の国旗を復活させると発表した。
国民評議会をリビアの正統な政権として認める国が増えるにつれ、この旗も国旗としての認識が広まった。赤、黒、緑、白の配色はそれぞれ力、イスラムの戦い、緑地へのあこがれ、国民の行為を表している。
リビア内戦は一進一退の戦いが続いたが、8月下旬に首都トリポリを暫定政権が制圧しカダフィ政権（大リビア・アラブ社会主義人民ジャマーヒリーヤ国）は事実上崩壊した。駐日リビア大使館は同年8月22日より国民評議会の国旗を掲げた。理由について大使館関係者は「（カダフィ政権が）終わりつつあると判断したので、国旗を付け替えた」や「（旗を替える）適切な時であると判断した」と述べている。9月16日、国際連合が国民評議会の代表権を承認し、19日付けで国連本部前に国民評議会の国旗が掲げられた。見方にもよるが国民評議会の新国旗制定からカダフィ政権が事実上崩壊するまでの約半年間、リビアには国旗とされるものが2つ同時に存在したともいえる。

## リビア国旗の変遷

### 1918年から1923年まで
短命に終わったリビア西部のトリポリタニア共和国では、空色の地、中央に緑の椰子の木、その頭上に白い星という国旗を使っていた。

?オスマン帝国期のトリポリタニアの国旗（1864年制定）
? トリポリタニア共和国の国旗（1918年制定）
?フランス占領期のフェザーンの国旗（1943年制定）
?キレナイカ首長国の国旗（1949年制定）

### 1951年から1969年まで

王政期の国旗（1951年制定）

リビアは第二次世界大戦でのイタリア敗戦により植民地支配から解放されたが、戦後はイギリス（トリポリタニアおよびキレナイカ）、フランス（フェザーン）に分割され国連信託統治領となった。1951年にこれら3地域がリビア連合王国を形成すると、近代リビア初の国旗が制定された。この国旗は赤・黒・緑の水平三色旗に、中央には白い三日月と星を配したものであった。中央の黒は、赤と緑の二倍の幅があった。この旗は19世紀以降この地を拠点としたイスラム教のサヌーシー教団を率いるサヌーシー家 (Senussi) の旗（黒地に三日月と星）を基にしたものである。
この旧国旗はカダフィ体制の成立後も、リビアの王制支持派や海外のリビア人による抵抗運動に使われた。2011年に成立した反カダフィ派の暫定政権・リビア国民評議会も国旗にこの旗を選んでいる。

### 1969年から1972年まで

リビア・アラブ共和国の国旗（1969年制定）

1969年9月1日のクーデターで青年将校のカダフィが国王イドリース1世を追放し、王政は倒れ共和政となった。リビアの正式国名はリビア・アラブ共和国 (Al-Jumhuriya al-Arabiya al-Libiya) となり、国旗は赤・白・黒の汎アラブ色による水平三色旗となった。

### 1972年から1977年まで

アラブ共和国連邦の国旗（1972年制定）

リビアは、1972年3月にエジプト・シリアとともにアラブ共和国連邦 (Ittihad al-Jumhuriyat al-Arabiya) を形成し、3か国で同じ国旗に変えた。この旗は汎アラブ色の中に、連邦のアラビア語の名を書いた巻物を持つ金色の鷲（クライシュ族の鷲）をあしらっていた。

? アラブ共和国連邦の軍艦旗（1972年制定）
? 1974年に統合が模索されていたアラブ・イスラム共和国の国旗（成立せず）

### 1977年から2011年まで

大リビア・アラブ社会主義人民ジャマーヒリーヤ国の国旗（1977年制定）

1977年3月にアラブ共和国連邦は解体し、カダフィは3月8日に国名を大リビア・アラブ社会主義人民ジャマーヒリーヤ国に変更する。同年11月11日、カダフィは政府幹部に一夜で新しい国旗に変えることを指示し、緑一色の国旗に変更された。
緑色はイスラム教の開祖ムハンマドのターバンの色とされ、イスラム世界では最高の色とされており、イスラム社会主義と人民革命の決意を表す。またカダフィが1975年に出版した『緑の書』（الكتاب الأخضر、人民主権、イスラム社会主義など自身の政治哲学を記した書）に基づく「緑色革命」を象徴する。

縦横比2:3の別タイプ
??軍艦旗

#### 国旗が緑一色となった理由
かつてリビアはエジプトなどとアラブ共和国連邦を結成し、汎アラブ主義を唱えていた。そのため、同一の国家を強調する目的で、リビアはエジプトの国旗を共用していた。ところが、第四次中東戦争後の1977年11月11日、エジプトのサーダート大統領は、アラブ諸国の敵イスラエル訪問を発表、単独で和解し、友好条約を結んだ上にアメリカ寄りの外交を開始する事になった。このことに憤慨したカダフィは、即日エジプトとの合邦・同盟を解消、側近たちに翌日までに新しい国旗を完成させるよう命令した。しかもそれは深夜であったため十分な時間が無く、戸惑った側近達は苦肉の策でイスラム教で最高の色である緑一色の国旗とした。しかしカダフィはこのデザインを非常に気に入ったという。なお、かつてリビアの地も領域に収めたファーティマ朝の国旗も緑一色であった。
他に一色の国旗の前例としては、オスマン帝国国旗、ハンガリー・ソビエト共和国国旗（総赤一色）、フランス王国国旗（総白一色、1814年 - 1815年・1815年 - 1830年に使用されたもの）、アフガニスタン首長国国旗（総黒一色）などがあった。またリビア国旗の制定後には、アフガニスタンのターリバーン政権の国旗が総白一色に定められたが、いずれの国旗も廃止や変更がなされている。地方の旗としてはボリビアの県の旗に一色のものが3棹ある（ベニ県〈総緑一色〉、コチャバンバ県〈総水色一色〉、オルロ県〈総赤一色〉）。